# Heliodora
Heliodora – żeński odpowiednik imienia Heliodor. Wśród patronów — bł. Maria Heliodora (Leokadia Matuszewska), siostra nazaretanka, wspominana razem z bł. Marią Stellą i innymi towarzyszkami straconymi w Nowogródku 1 sierpnia 1943 roku.
Heliodora imieniny obchodzi 4 września.
Zobacz też:
- Heliodora (Minas Gerais) — miasto i gmina w Brazylii